# Iharkutosuchus
Iharkutosuchus – rodzaj niewielkiego krokodylomorfa z rodziny Hylaeochampsidae żyjącego w późnej kredzie na obecnych terenach Europy. Został opisany w 2007 roku przez Attilę Ősiego i współpracowników w oparciu o niemal kompletną czaszkę odkrytą w kopalni boksytu w Iharkút, w datowanych na santon osadach formacji Csehbánya w zachodnich Węgrzech. W tej samej lokalizacji odnaleziono także kości kilku innych czaszek oraz kilkaset zębów. Niska i płaska czaszka z krótkim, szerokim rostrum, była stosunkowo niewielka – mierzyła około 11 cm długości. Długość całego zwierzęcia szacuje się na około 80 cm. Okno przedoczodołowe ani otaczający je dół nie występowały. Iharkutosuchus miał pięć zębów przedszczękowych i trzynaście szczękowych z każdej strony. Pierwsze dwanaście zębodołów jest w przybliżeniu tej samej wielkości, jednak sześć końcowych osiąga większe rozmiary. W kości zębowej znajduje się czternaście zębodołów, jednak zęby tej kości nie zostały odnalezione. Uzębienie Iharkutosuchus obejmuje zęby odpowiadające siekaczom, zębom przedtrzonowym oraz trzonowym. Jego analizy sugerują, że Iharkutosuchus żywił się zarówno twardym, jak i miękkim pokarmem, prawdopodobnie głównie włóknistymi roślinami. Wstępna obróbka pokarmu następowała jeszcze w jamie ustnej zwierzęcia, przed połknięciem. Analiza filogenetyczna przeprowadzona przez Ősiego i współpracowników sugeruje, że Iharkutosuchus jest taksonem siostrzanym Hylaeochampsa, wraz z którą należy do rodziny Hylaeochampsidae – bazalnych przedstawicieli grupy Eusuchia. Hipotezę tę potwierdzają również badania osteologiczne czaszki.
Nazwa Iharkutosuchus pochodzi od Iharkút – miejsca odkrycia holotypu – oraz Souchos – greckiego imienia egipskiego boga Sobka, przedstawianego z głową krokodyla. Nazwa gatunkowa gatunku typowego, I. makadii, honoruje László Makádiego.